# Eszter Siti
Eszter Ágnes Siti (* 12. November 1977 in Nagykanizsa, Ungarn) ist eine ehemalige ungarische Handballspielerin, die dem Kader der ungarischen Nationalmannschaft angehörte.

## Karriere

### Im Verein
Siti begann das Handballspielen im Jahr 1987 in ihrem Geburtsort bei Nagykanizsai Olajbányász. Ab dem Jahr 1992 lief die Rückraumspielerin für Vasas SC auf; zwei Spielzeiten später wechselte sie zu Ferencváros Budapest. Mit Ferencváros gewann sie in den Jahren 1996 und 1997 sowohl die ungarische Meisterschaft als auch den ungarischen Pokal. Nachdem Siti in der Saison 1998/99 für Synergon SE Vác aufgelaufen war, kehrte sie zu Ferencváros zurück. Mit den Budapestern gewann sie 2000 und 2002 die ungarische Meisterschaft sowie 2001 und 2003 den ungarischen Pokal.
Siti wechselte zur Saison 2003/04 zum dänischen Erstligisten FCK Håndbold, für den sie drei Spielzeiten auflief. Anschließend wurde sie vom slowenischen Spitzenverein Rokometni Klub Krim verpflichtet. Mit Krim gewann sie 2007 und 2008 das nationale Double. In der Saison 2008/09 lief sie für den ungarischen Verein Fehérép Alcoa FKC auf und beendete anschließend ihre Karriere. Siti gab im Jahr 2012 für diesen Verein, der sich zwischenzeitig in Fehérvár KC umbenannt hatte, ihr Comeback. Nach zwei Spielzeiten beendete sie endgültig ihre Karriere.

### In Auswahlmannschaften
Siti gab am 22. November 2000 ihr Debüt für die ungarische Nationalmannschaft in einem Länderspiel gegen die Slowakei. Mit Ungarn gewann sie die Goldmedaille bei der Europameisterschaft 2000, die Silbermedaille bei der Weltmeisterschaft 2003, die Bronzemedaille bei der Europameisterschaft 2004 sowie die Bronzemedaille bei der Weltmeisterschaft 2005. Darüber hinaus nahm sie an den Olympischen Spielen 2004 teil. Am 18. August 2007 bestritt sie das letzte ihrer insgesamt 133 Länderspiele.

### Trainerkarriere
Siti stieg direkt nach ihrem Karriereende bei Fehérvár KC als Jugendtrainerin ein. Ab März 2016 bis zur Geburt ihres Kindes im darauffolgenden Jahr agierte sie als Co-Trainerin der ersten Mannschaft des Vereins, der sich in Alba Fehérvár KC umbenannt hatte. Knapp ein Jahr später übernahm sie die U9-Mannschaft von Alba Fehérvár KC. Im Jahr 2020 übernahm sie erneut das Co-Traineramt der Damenmannschaft von Alba Fehérvár. Seit dem Jahr 2021 ist sie bei Alba Fehérvár wieder als Jugendtrainerin tätig.

## Sonstiges
Ihre Schwester Beáta Siti lief ebenfalls für die ungarische Handballnationalmannschaft auf.